# Hrvatski demokratski slobodarski savez Dalmacije
Hrvatski demokratski slobodarski savez Dalmacije (pokrata: HDSSD), bila je hrvatska politička stranka pravaškoga svjetonazora, sa sjedištem u Splitu. Predsjednik stranke bio je Hrvoje Tomasović.

## Povijest
HDSSD je osnovan 14. travnja 2012. godine. Osnivačka je skupština pred 132 osnivača održana u Kninu. Za predsjednika izabran je Hrvoje Tomasović (bivši član HSP-a), a za predsjednika Glavnoga odbora Luka Roguljić. Usvojen je program i statut HDSSD-a. Statutom je regulirano da za razdoblje od najviše godinu dana Stranku vodi sedmeročlano Predsjedništvo te Glavni odbor HDSSD-a od 35 izabranih članova, a unutar toga razdoblja predviđeno je održati Izborni sabor HDSSD-a. Osnovan je i mladeški ogranak, čiji je predsjednik po dužnosti i potpredsjednikom HDSSD-a.
Stranka je okupila neke nezadovoljnike iz pravaških stranaka iz četiriju južnih hrvatskih županija.
Definirala se kao „regionalna politička stranka čiji razlozi osnivanja leže u odlučnom otporu i jasnom odgovoru prema beskrupuloznoj centralizaciji i metropolizaciji Republike Hrvatske koju su provodile prošle, ali i sadašnja Vlada RH, na štetu Dalmacije, ali i drugih zapostavljenih hrvatskih regija”. Okvir za izradu i usvajanje vlastitoga političkoga programa bio je program HDSSB-a.
Stranka je djelovala do 2017. godine.